# とべとべホークス
『とべとべホークス』は、テレビ西日本が毎週日曜 21:54 - 22:00に放送中の地元プロ野球チーム・福岡ソフトバンクホークスを応援するミニ番組。以前は平日 18:55 - 19:00に放送しており、1990年4月に放送を開始し、2010年3月26日まで続く長寿番組であった。2021年4月4日より毎週日曜21:54 - 22:00の週1回放送となり10年ぶりに復活となる。

## 放送内容
内容は選手（特に若手選手）へのインタビューなど。2010年までは19:00からホークス戦を中継する時にはその時間内でも試合を中継していた。TNCの公式サイトでは、MCが番組の裏話などを記したブログを展開していた。

## 前身番組
この番組の前身は、TNCで長らく放送されていたミニ番組『とべとべトピックス』である。当時は野球とは全く関係なく、リポーターがエリア内の幼稚園や保育園へ出向き、子供たちの元気な姿を届ける番組だったが、ホークスが福岡にやって来たのを機にホークス情報番組としてリニューアルした。また、TNCが協賛するスポーツイベントが開催される際には、「とべとべ」のタイトルを使ったスペシャル企画が放送される。
- とべとべクロカン（毎年春の福岡国際クロスカントリーにあわせて放送）
- とべとべ九州一周駅伝（毎年秋の九州一周駅伝にあわせて放送）

ただ、本番組終了後はあまり編成されていない。

## 出演者

### MC
- 五十嵐悠香（TNCアナウンサー、2021年 - ）

#### 過去のMC
5年間プロデューサーとして関与したアナウンス部長・田久保尚英のブログ記事を基に整理。『ハチナビ スーパーニュース』の取材で宮崎へ行った際、歴代のMC複数名と再会したという。
基本的にはエントリーサービスプロモーション社が派遣していた。
1. 枝元チコ
2. 那須美和
3. 藤井美香（辻武史の夫人）
4. 白見加奈子
5. 上葉えりか（2002.3 - 2003.12） - 杉内俊哉の夫人。
6. 小林容子（2004.1 - 2006.12.22） - 2007年から3年間、サガテレビの契約アナウンサー。
7. 牧尾結衣（TNCアナウンサー） - 2006年8月2日が初登場で、最初の話題が王貞治の退院だった。
8. 都築さやか（2007年 - 2009年）
9. 坂那あゆ（2010年） - 後継番組『DO!すぽ』で後述の池田と合流。

#### ご意見番
- 池田親興（TNC野球解説者） - 不定期出演。